# 克爾賈利
克爾賈利是保加利亞南部克爾賈利州克爾賈利市鎮的城市，为同名州的州府，及同名市镇的行政中心。2005年時人口為63,164人。得名自14世纪的奥斯曼征服者克尔贾·阿里（Kırca Ali）。克爾賈利水庫位于该市附近。

## 友好城市
- 土耳其伊斯坦布尔
- 美国印第安纳州埃尔克哈特
- 英国斯塔福德郡东区
- 俄罗斯弗拉季卡夫卡兹
- 俄罗斯弗拉基米尔